# Kirche Nordgermersleben

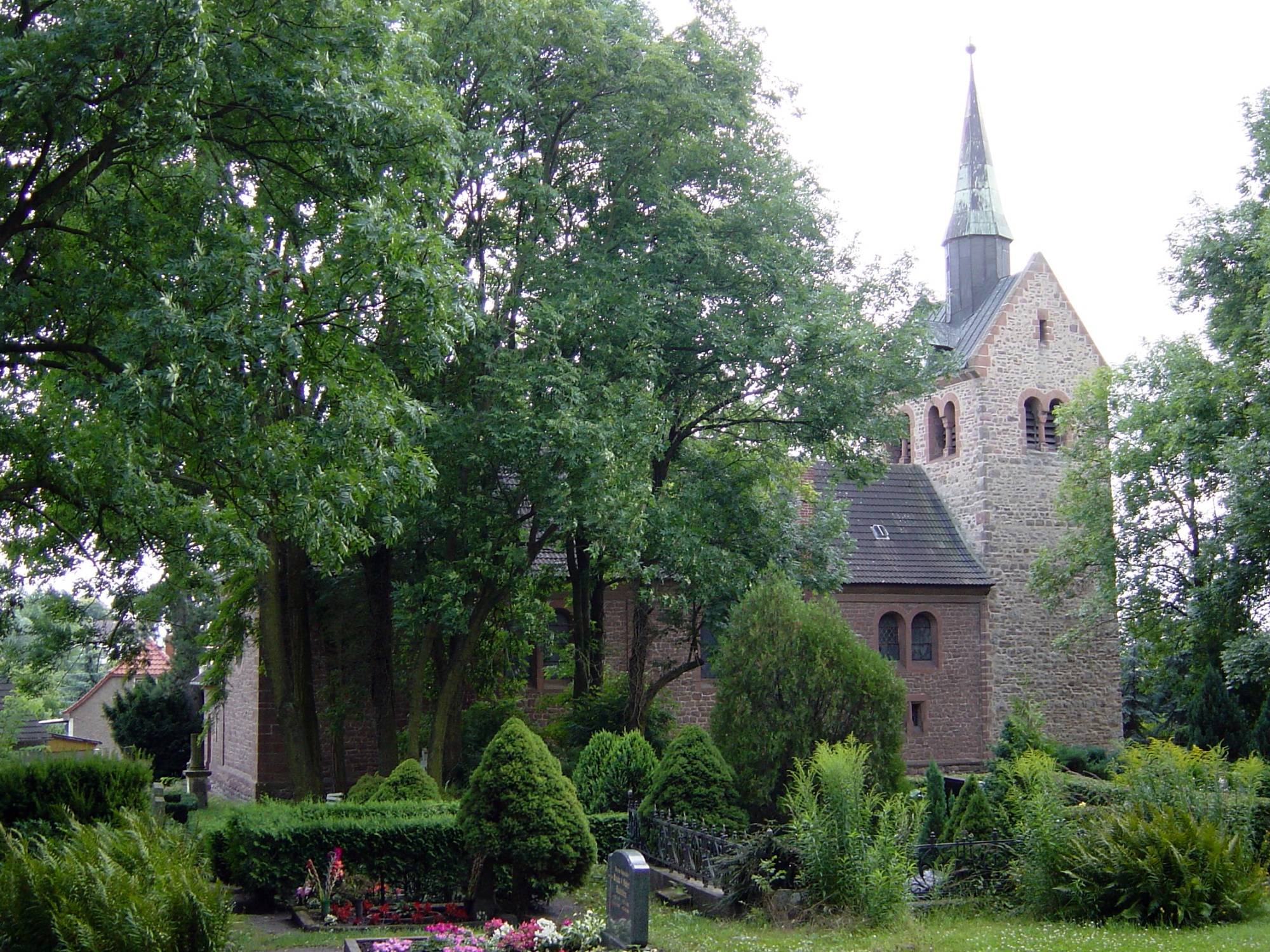
Kirche von Nordost, 2009

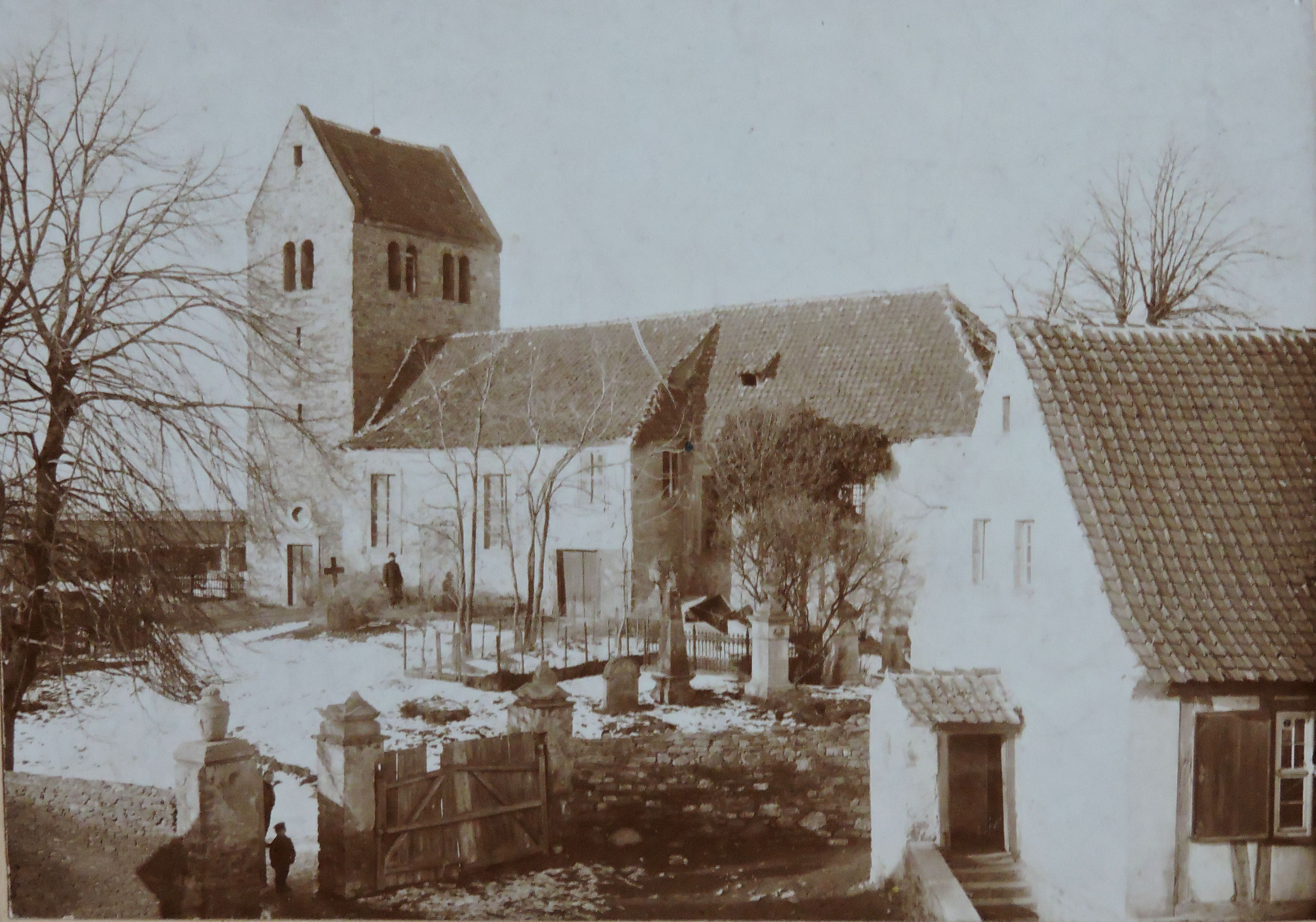
Kirche von Südost, 1904

Die Dorfkirche Nordgermersleben ist das evangelische Gotteshaus in Nordgermersleben, Gemeinde Hohe Börde im Landkreis Börde in Sachsen-Anhalt. Sie steht am westlichen Ortsrand auf dem Kirchhof.
Die 995 von Kunigunde von Walbeck gegründete und 996 durch Bischof Hilliward von Halberstadt geweihte St. Marien- und Pankratiuskirche unterstand den Grafen von Walbeck, die sie dem Kollegiatstift Walbeck überließen.
Vom Vorgängerbau der bestehenden Kirche ist der romanische Turm erhalten, an den man 1819 einen zweigeschossigen Ostanbau fügte. Diese Kirche erwies sich als zu klein und feucht, so dass ein Neubau an den Turm gebaut und im April 1905 eingeweiht wurde. Das Kircheninnere erfuhr 1970 eine einschneidende Modernisierung.
Die neuromanische Kirche besteht aus regelmäßig geschichtetem rotem Sandstein. Zwischen dem ca. 8 × 5 m messenden massiven Westquerturm und dem ebenso großen Altarraum im Osten erstreckt sich das ca. 18 m lange Hauptschiff, an das sich südlich das 3 m breite Seitenschiff anschließt. Südöstlich befindet sich die Sakristei in der Flucht der Süd- und Ostseite, in der Südwestecke ein etwas zurückgesetzter Eingangsraum. Das Hauptschiff ist mit einem Walmdach, das Seitenschiff mit drei Zeltdächern gedeckt. Die Kupfereindeckung des 1904 aufgesetzten schmalen achteckigen Turmdachreiters wurde in den 1970er Jahren erneuert. In jener Zeit ersetzte man das schadhafte Schieferdach durch Betonziegel, denen 2014 eine Tonziegeleindeckung folgte. Die Verglasung wurde 2015 erneuert.

## Inneres

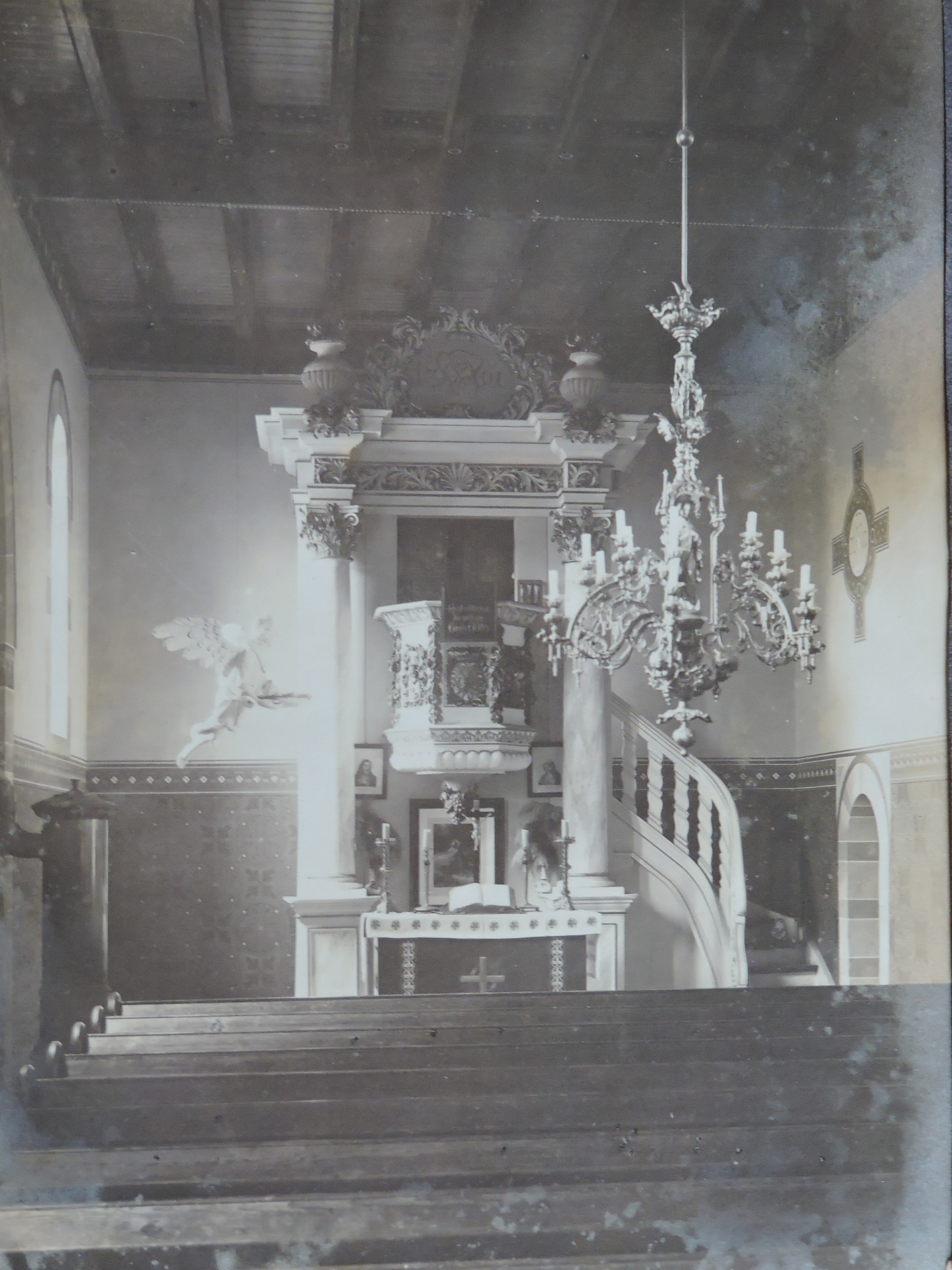
Kirche innen, 1906

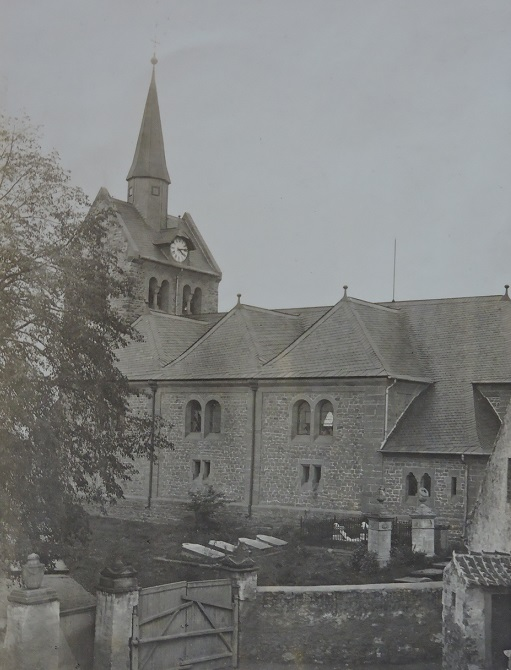
Kirche von Südost, 1906

Drei weitgespannte Rundbögen über den das Seitenschiff abtrennenden Pfeilern und jeweils gegenüberliegend in den Blendnischen der Nordwand nehmen die neuromanische Struktur des Außenbaus auf. Die Decke aus querliegenden Brettern wird durch starke Querbalken unterfangen. Die romanisierende Fensterrosette in der Ostwand ist vermauert.
Die romanische Altarplatte mit sichtbarem Sepulcrum wurde im Eingangsraum senkrecht aufgestellt, nachdem sie im Jahr 1700 im Fußboden lag und in der 2. Hälfte des 19. Jahrhunderts wieder genutzt wurde. Im nahezu quadratischen Altarraum stehen ein aus Sandstein gemauert moderner Altar mit sechs in den Boden eingelassenen Eisenleuchtern, ein Ambo, jeweils mit Schriftumlauf („Joh 6.18 Ich bin das Brot des Lebens“ bzw. „Matth 26,41 Gott ist Liebe“)sowie ein Taufuntersatz. Die barocke Kanzelaltarwand von 1700 nebst Kronleuchter wurden 1970 entfernt.
Der von Hermann Wissmann 1698 gestiftete Taufengel – ein Duplikat des Bebertaler Taufengels aus der Werkstatt von Michael Helwig – gelangte – nach einem Absturz 1842 zunächst deponiert – im Jahr 1904 nach Restaurierung und Neubemalung wieder an seinen Platz. Im Zuge der Kirchenmodernisierung neuerlich entfernt, kehrte er in den 1980er Jahren wieder zurück und wurde im Rahmen der Aktion „Paten für Engel“ im Jahr 2005 fachgerecht saniert.
Auf der westlichen Orgelempore befand sich eine 1753 geschaffene erste Orgel, die 1904 von Hülle-Neuhaldensleben durch eine pneumatische von der Seite spielbare Orgel ersetzt wurde. Das Kiefernholzgehäuse ist mit Schnitzwerk aus Lindenholz versehen. Die Orgel wird saniert. Eine Südempore wurde im Rahmen der Modernisierung entfernt.
Das durchgehende Bankgestühl von 1904 wurde später durch einen Mittelgang aufgeteilt. Der mit Eisenbändern beschlagene eichene Opferstock mit der Inschrift ANO 1687 steht im Eingangsraum. Neben der Eingangstür des Hauptschiffs ist der ursprünglich vor der Kirche befindliche Grabstein des Pastors Peter Wilhelm Behrends aufgestellt.
Die Bronzeglocke von 1366 trägt die Inschrift: ANNO DOMINi. M.° CCC° LXVI. IN DIE . SCI . JOHANNIS APLI AVE MARIA . GRACI + DEFUNCTOS . PLANGO . ViVOS . VOCO . FULGURA . FRANGO . AMEN. Ein Christuskopf ist im Vierpass dargestellt, des Weiteren ein Relief des Evangelisten Johannes, Medaillon mit Heiligenrelief, Madonnenrelief mit Kind, Medaillon mit Turnierritter zu Pferde, Relief mit kniend betendem Heiligen, Thronende Madonna mit Christuskind. Eine weitere Glocke der Firma Schilling, Apolda kam 1978 hinzu, Inschrift: O Land, Land, höre des Herrn Wort.